# Robert Delafield Rands
Robert Delafield Rands (1890 - 10 de diciembre de 1970) fue un micólogo y agrónomo estadounidense , jefe Director de Agricultura del Dto. de Aplicaciones del Caucho, USDA

## Algunas publicaciones
- Rands, RD. 1922. Streepkanker van Kaneel veroorzaakt door Phytophthora cinnamomi n.sp. Comunicaciones del Instituto Vegetales. Buitenzorg 54: 1-53
- ----. 1924.  South American Leaf Disease of Para Rubber. USDA Bulletin 1286. Washington D. C.
- ----. 1928.  Sugar-cane variety tests in Louisiana during the crop year 1926-27 Circular USDA 15 pp.
- Stevenson, JA; RD Rands. 1938. An annotated list of fungi and bacteria associated with sugar cane and its products. Hawaiian Planters’ Record 42 (4): 247-313

### Libros
- Rands, RD; E Dopp. 1938.  Pythium root rot of sugarcane. Technical bulletin (USDA) : 666. 96 pp.
- ----. 1967.  Genealogy of the Rands family and records on allied families Winn, Turner, Connelly, McCollum, Parsons, Baylor, Boone, and Bryan. vi + 78 pp.

- La abreviatura «Rands» se emplea para indicar a Robert Delafield Rands como autoridad en la descripción y clasificación científica de los vegetales.[1]